# جيمس كارتر
جيمس كارتر (بالإنجليزية: James Cater)‏ أو جيم كارتر (من مواليد سنه 1902) هو ملاكم بريطاني راحل، مثّل بلاده في الألعاب الأولمبية الصيفية 1920 توفى في ( 17 أبريل عام 1947) .

## روابط خارجية
جيمس كارتر على موقع بوكس ريك (الإنجليزية) (registration required)
- جيمس كارتر على موقع أوليمبيديا (الإنجليزية)
- جيمس كارتر على موقع اللجنة الأولمبية البريطانية (الإنجليزية)